# Urkesh

Tell Mozan et les principaux sites de la région du Khabur.

Urkesh, Urkish (arabe: Tell Mozan) était une cité située au pied des monts Taurus, actuellement dans le gouvernorat de Hassaké, Syrie, près de la cité moderne de Kameshli. Elle a été fondée au cours du IVe millénaire av. J.-C., certainement par les Hourrites sur un site qui semble avoir été habité auparavant pendant quelques centaines d'années.

## Cadre géographique
Le site d'Urhesh est contemporain de nombreux autres sites de la même période, dans l'espace du bassin du Haut-Khabur et de ses affluents. Ainsi, Chagar Bazar est situé à 22 km, Tell Arbid à 45 km, Tell Brak à environ 50 km, au sud de Tell Mozan.

## Histoire
De nouveaux arrivants hourrites fondèrent l’État d'Urkesh au cours du IIIe millénaire. 
Leur roi était un allié de l'Empire d'Akkad d'après ce qui est interprété comme une tradition de mariage entre les deux dynasties. Tar'am-Agade, la fille du roi akkadien Naram-Sin d'Akkad (v. 2254–2218 BC), aurait épousé le roi d'Urkesh.
Au début du IIe millénaire av. J.-C., la cité passe sous le contrôle des dirigeants de Mari, une cité située à trois cents kilomètres plus au sud. Le roi d'Urkesh devint vassal, apparemment docile, de Mari. Les habitants d'Urkesh le comprirent, comme les archives royales de Mari l'attestent en décrivant leur forte résistance ; dans une lettre, le roi de Mari déclara à celui d'Urkesh que « Je ne savais pas que les enfants de votre cité vous haïssent par ma faute. Mais vous êtes mien, même si la cité d'Urkesh ne l'est pas.», tel qu'il apparaît dans les archives royales[réf. nécessaire]. Vers le milieu du millénaire, Tell Mozan devient un site religieux du Mittani, puis elle semble avoir été abandonnée vers 1350 av. J.-C., pour une raison inconnue à ce jour.
La généalogie et l'identité des dirigeants d'Urkesh sont en grande partie inconnues, mais les noms suivants ont été identifiés comme étant ceux des rois de cette cité-état. Les trois premiers rois connus (seuls deux d'entre eux le sont par leur nom) portent le titre hourrite de endan[réf. nécessaire] :
- Tupkish endan (2250 av. J.-C.)
- Tish-atal endan (période inconnue)
- Shatar-mat (période inconnue)
- Atal-shen (période inconnue)
- Ann-atal (2050 av. J.-C.)
- Te'irru (1800 av. J.-C.)

## Archéologie
Les premières fouilles sur ce site ont d'abord été faites par Max Mallowan, pendant ses recherches dans cette région. Agatha Christie, son épouse, nota qu'il n'avait pas voulu continuer sur ce lieu car il semblait y avoir des ruines romaines : cependant aucune trace d'occupation romaine ne fut trouvée. Mallowan continua donc ses fouilles dans le Chagar Bazar, un autre site dans le sud de Mozan/Urkesh.

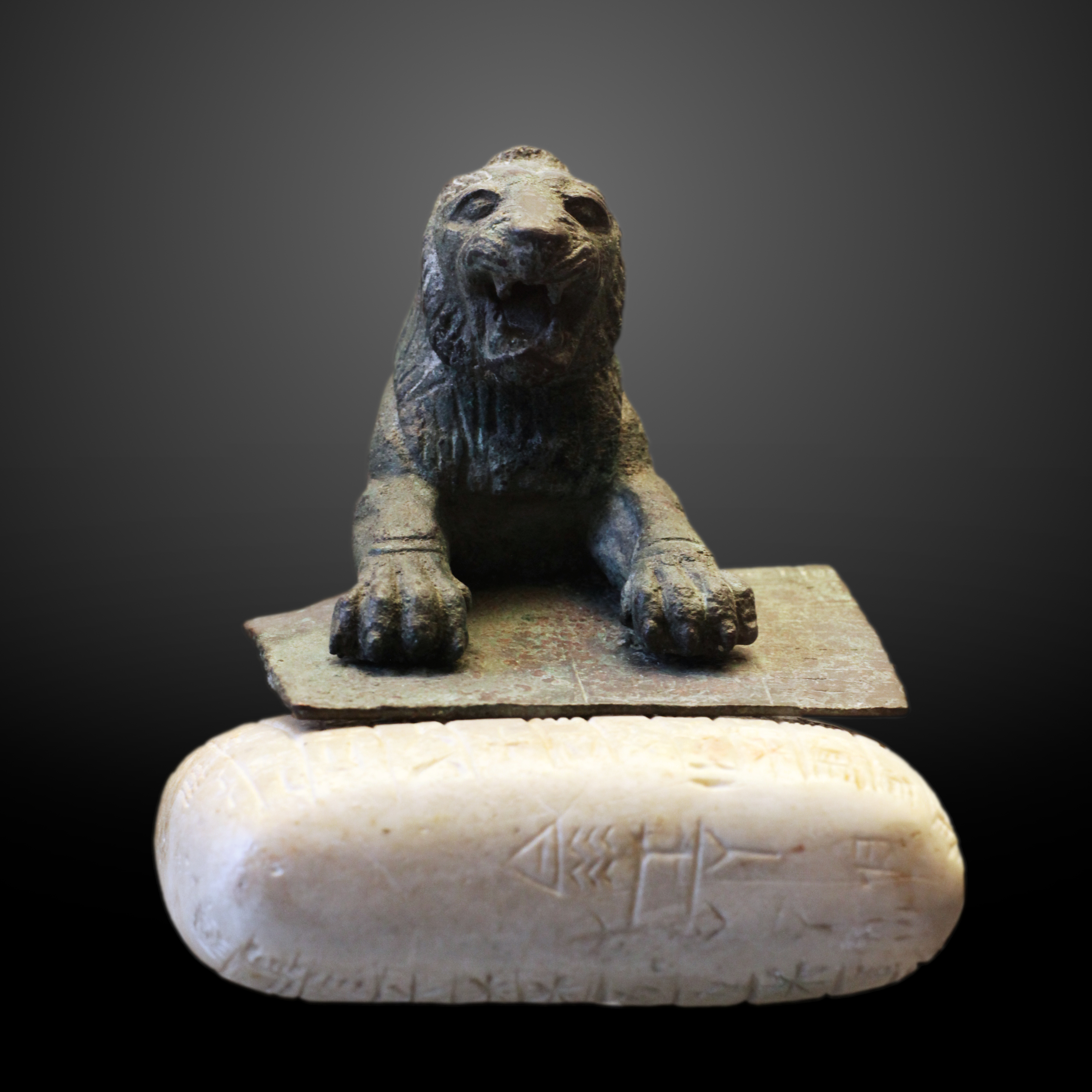
Document de Fondation hourrite du temple dédié au dieu Nergal par Tishatal, prince d'Urkish, daté de la fin du ; lion en cuivre et tablette en pierre contenant le plus ancien texte connu en hourrite - Musée du Louvre AO 19938

L'ensemble du site couvre 135 hectares, et consiste principalement en une cité externe. La partie haute couvre 18 hectares, pour une dénivelée maximale de 25 mètres, avec 5 monticules secondaires. Cette ville haute est entourée d'un mur de briques de 8 mètres de largeur et 7 mètres de hauteur.
Des ruines importantes ont été découvertes, dont le palais du roi Tupkish, auquel était associé une structure souterraine funéraire (Abi), la terrasse d'un temple monumental avec une place juste devant et le temple au sommet, des lieux d'habitation, des cimetières, et les murailles intérieures et extérieures de la ville,.
Les fouilles de Tell Mozan commencèrent en 1984 pour 17 campagnes jusqu'à maintenant . Les travaux ont été dirigés par Giorgio Buccellati de l'UCLA and Marilyn Kelly-Buccellati de la California State University de Los Angeles,,,,.
La campagne de 2007 a été en premier consacrée à la publication du matériel, concernant les unités A16, J1, J3 et J4 du périmètre de fouilles. Un petit sondage a été pratiqué en J1 pour préciser la transition entre le Mitanni et Khabur. Les fouilles ont reçu d'autres participations d'instituts européens à diverses périodes, dont celle du German Archaeological Institute et d'instituts italiens.
Les fouilles à Tell Mozan sont célèbres par l'utilisation de la technologie dans le contexte archéologique. La principale étant le 'Global Record', une méthode de documentation qui combine des entrées journalières dans une technologie basée sur l'hypertexte. Ce système marie les avantages des bases de données et celle d'une approche plus traditionnelle, car les éléments sont liés par la stratigraphie et la typologie, et néanmoins forment un tout plus synthétique qu'un simple rapport archéologique.
Un autre point important dans ces recherches sur le site est l'application de la conservation. 

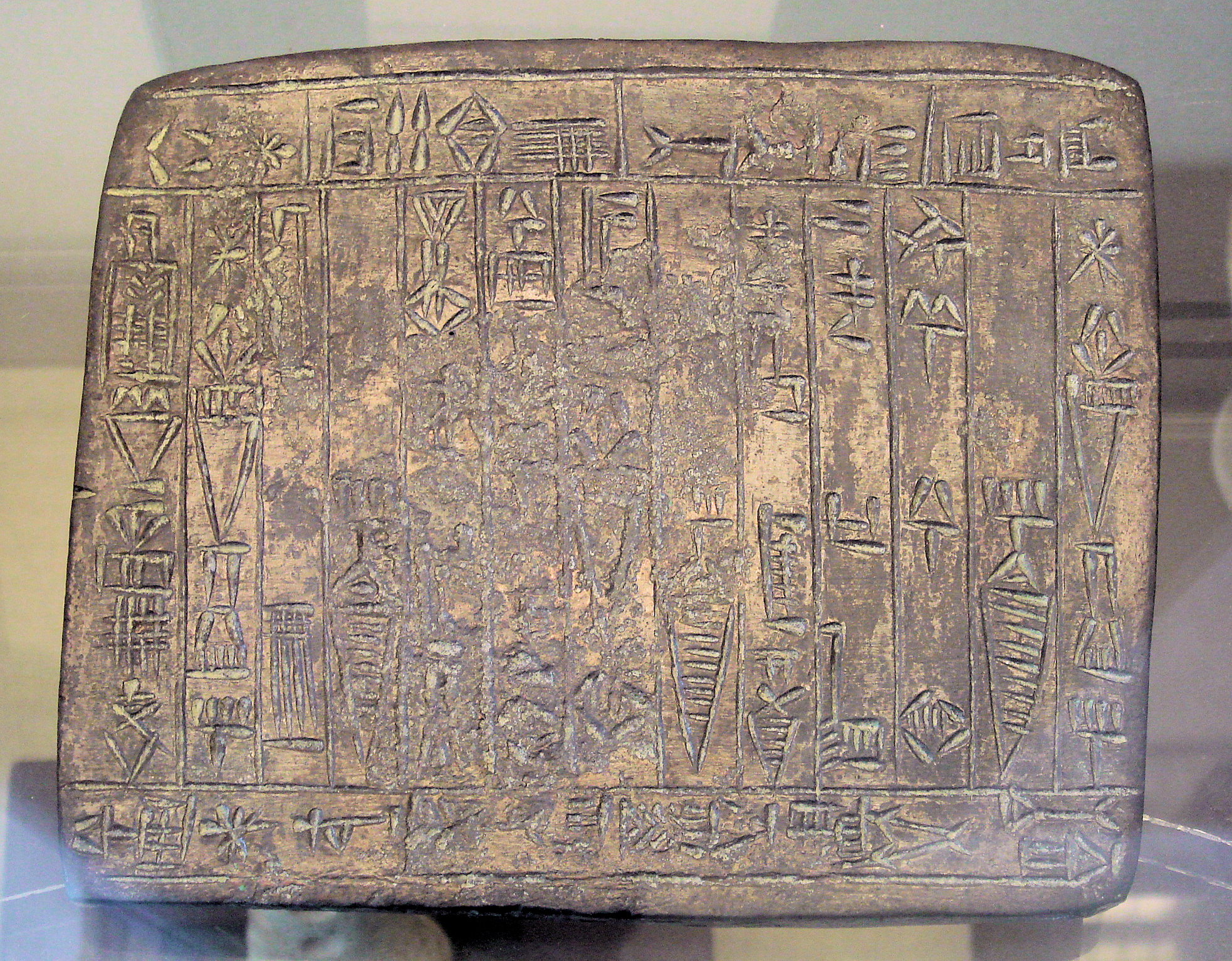
Tablette de fondation. Dédicace au dieu Nergal par le roi Hourrite Atalshen, roi de Urkish et Nawar, bassin du Khabur, vers 2000 av. J.-C. Musée du Louvre AO 5678.

L'architecture en briques qui est présente dans la majorité des ruines trouvées a été conservée jusqu'à ce jour, ce qui est système innovant. Le système protège les monuments en permettant toujours une inspection détaillée comme lors de la fouille. Le même système permet d'obtenir une vue d'ensemble des volumes architecturaux, identique à celle perçue autrefois. Un vaste laboratoire installé à côté des champs de recherche permet aux conservateurs d'agir avec le plus de soin possible sur place en le même temps que les fouilles sont conduites.
Un entrepôt de stockage a été établi, où plus de 10 000 objets et échantillons dont la qualité n'est pas suffisante pour se trouver dans un musée, sont disponibles pour de nouvelles études. Un catalogue détaillé indexe ces objets.
Une volonté particulière est déployée pour conserver les traces observées dans le sol. Cela est effectué avec la plus grande minutie, en précisant chaque détail de chaque objet. À partir de ces preuves est automatiquement tirée une histoire complète de tous les éléments en contact. Les strates sont conçues comme les segments de ce continuum dans lequel un monument seul peut être entièrement reconstruit. Les phases sont les périodes auxquelles la culture est identifiable à partir de la typologie et de l'analyse concrète. Les horizons sont de larges subdivisions chronologiques basées sur des structures qui peuvent être liées à la compréhension historique générale.
Le plus important des points de référence pour la chronologie est le marquage de la porte de Tar'am-Agade, la fille de Naram-Sin, qui grâce à la stratigraphie peut être associée à la phase 3 de l'occupation du palais.
Les découvertes des fouilles de Tell Mozan sont exposées au musée de Deir ez-Zor.

### Guerre civile syrienne
Les fouilles sont arrêtées pendant la Guerre civile syrienne depuis 2011. Le site est situé en bordure de la frontière turque, et protégé par les troupes kurdes et des équipes de professionnels locaux.